# Municipio de Niven (condado de Jefferson)
El municipio de Niven (en inglés: Niven Township) es un municipio ubicado en el condado de Jefferson en el estado estadounidense de Arkansas. En el año 2010 tenía una población de 1682 habitantes y una densidad poblacional de 53,24 personas por km².

## Geografía
El municipio de Niven se encuentra ubicado en las coordenadas 34°10′11″N 92°5′57″O / 34.16972, -92.09917. Según la Oficina del Censo de los Estados Unidos, el municipio tiene una superficie total de 31.59 km², de la cual 31,51 km² corresponden a tierra firme y (0,27 %) 0,09 km² es agua.

## Demografía
Según el censo de 2010, había 1682 personas residiendo en el municipio de Niven. La densidad de población era de 53,24 hab./km². De los 1682 habitantes, el municipio de Niven estaba compuesto por el 84,9 % blancos, el 12,54 % eran afroamericanos, el 0,42 % eran amerindios, el 0,48 % eran asiáticos, el 1,01 % eran de otras razas y el 0,65 % eran de una mezcla de razas. Del total de la población el 2,26 % eran hispanos o latinos de cualquier raza.